# Míli (Naxos)
Pour les articles homonymes, voir Mili (homonymie).
Míli (en grec moderne : Μύλοι) est une localité grecque située dans la plaine ouest de l'île de Naxos.  
Lors du recensement de 2011 la population était de 27 habitants.

## Patrimoine
Les kouroi de Flerio sont deux kouros inachevés en marbre blanc de Naxos situés à proximité.